# Roches-Prémarie-Andillé
Roches-Prémarie-Andillé – miejscowość i gmina we Francji, w regionie Nowa Akwitania, w departamencie Vienne.
Według danych na rok 1990 gminę zamieszkiwało 1487 osób, a gęstość zaludnienia wynosiła 66 osób/km² (wśród 1467 gmin regionu Poitou-Charentes Roches-Prémarie-Andillé plasuje się na 189. miejscu pod względem liczby ludności, natomiast pod względem powierzchni na miejscu 313.).